# Захаровские Дворики
Захаровские Дворики — деревня в Захаровском районе Рязанской области. Входит в Елинское сельское поселение.

## География
Находится в западной части Рязанской области на расстоянии приблизительно 8 км на северо-восток по прямой от районного центра села Захарово.

## История
В 1897 году отмечена как поселение с 8 дворами.

## Население
Численность населения: 54 человека (1897 год), 1 в 2002 году (русские 100 %), 2 в 2010.